# ارکولانو
شهر  ارکولانو (به ایتالیایی: Ercolano) با جمعیت ۵۵٬۴۶۳ نفر  در ناحیه کامپانیا در کشور ایتالیا واقع شده‌است.